# The Fan
The Fan er en amerikansk thrillerfilm fra 1996 instrueret af Tony Scott og med Robert De Niro og Wesley Snipes i hovedrollerne.

## Medvirkende
- Robert De Niro
- Wesley Snipes
- Benicio del Toro
- Ellen Barkin
- John Leguizamo
- Don S. Davis
- Jack Black

## Ekstern henvisning
- The Fan på Internet Movie Database (engelsk)
- The Fan på Filmdatabasen
- The Fan på Scope
- The Fan i Svensk Filmdatabas (svensk)
- The Fan på AlloCiné (fransk)
- The Fan på MovieMeter (nederlandsk)
- The Fan på AllMovie (engelsk)
- The Fan på Turner Classic Movies (engelsk)
- The Fan på The Movie Database (engelsk)
- The Fan på Rotten Tomatoes (engelsk)